# Ugny-l’Équipée
Ugny-l’Équipée – miejscowość i gmina we Francji, w regionie Hauts-de-France, w departamencie Somma.
Według danych na rok 2011 gminę zamieszkiwały 42 osoby, a gęstość zaludnienia wynosiła 15 osób/km² (wśród 2293 gmin Pikardii Ugny-l’Équipée plasuje się na 940. miejscu pod względem liczby ludności, natomiast pod względem powierzchni na miejscu 1068.).